# ماري فرانسواز برنارد
ماري فرانسواز برنارد (بالفرنسية: Marie Françoise Bernard)‏ هي مدافعة عن حقوق الحيوان ‏ فرنسية، ولدت في 16 سبتمبر 1819 في باريس في فرنسا، وتوفيت في 9 أكتوبر 1901 في Bezons ‏ في فرنسا.